# Collin Martin
 Collin Martin  (Chevy Chase, Maryland, Estados Unidos; 9 de noviembre de 1994) es un futbolista estadounidense. Juega como mediocampista y su equipo actual es el North Carolina FC de la USL Championship. Reconoció públicamente su homosexualidad el 29 de junio del 2018, convirtiéndose en el tercer futbolista profesional estadounidense en hacerlo, además de uno de los pioneros futbolistas a nivel mundial.

## Selección
- Ha sido internacional con la Selección Sub-20 en 5 ocasiones.

## Clubes
| Club                       | País           | Año           |
| -------------------------- | -------------- | ------------- |
| D.C. United                | Estados Unidos | 2013-2016     |
| Richmond Kickers (cesión)  | Estados Unidos | 2013-2015     |
| Minnesota United           | Estados Unidos | 2017-2019     |
| Hartford Athletic (cesión) | Estados Unidos | 2019          |
| San Diego Loyal SC         | Estados Unidos | 2020-2023     |
| North Carolina FC          | Estados Unidos | 2024-presente |

## Palmarés

### Campeonatos nacionales
| Título      | Club        | País           | Año  |
| ----------- | ----------- | -------------- | ---- |
| US Open Cup | D.C. United | Estados Unidos | 2013 |